# Liste der mehrbändigen deutschsprachigen Science-Fiction-Taschenbuchanthologien
Dies ist eine Liste der im deutschsprachigen Raum im Taschenbuch bzw. Broschur (Softcover) erschienenen, mehrbändigen Science-Fiction-Kurzgeschichten-Anthologiereihen, geordnet nach Verlagen und chronologisch.

## Bundesrepublik Deutschland

### Heyne Verlag
| Titel                                                              | Erscheinungs- zeitraum | Anmerkungen |
| ------------------------------------------------------------------ | ---------------------- | --- |
| The Magazine of Fantasy and Science Fiction                        | 1963–2000              | 101 Bände. Im ersten Erscheinungsjahrzehnt von 1963 bis 1972 lautete der ursprüngliche Titel der deutschen Auswahlreihe noch Eine Auswahl der besten SF-Stories aus THE MAGAZINE OF FANTASY AND SCIENCE FICTION, bis 1973 mit dem Band Nr. 34, Flug nach Murdstone, der endgültige Titel Die besten Stories aus THE MAGAZINE OF FANTASY & SCIENCE FICTION eingeführt wurde. Die Herausgeber waren: Charlotte Winheller (1–9), Walter Ernsting (10–14), Wulf H. Bergner (15–42), Manfred Kluge (43–63), Ronald M. Hahn (64–101). Der geplante Band Nr. 102 besaß bereits ein Titelbild im selben Stil wie der Band Nr. 101 und war mit dem Erscheinungstermin 2001 unter dem Titel Helden des dritten Jahrtausends angekündigt, erschien dann aber in Folge des Verkaufs des Heyne Verlags an Springer nicht mehr. |
| Heyne-Anthologien                                                  | 1963–1979              | 62 Bände an belletristischen Anthologien verschiedener Genres, darunter 12 SF-Bände. Unter diesen befanden sich auch direkte bzw. teilweise Übersetzungen englischsprachiger Anthologien: - Band 2: 20 Science Fiction-Stories (1963). Deutscher Auswahlband aus den US-amerikanischen Bänden 4 (1955), 5 (1956) und 6 (1957) der von Anthony Boucher zusammengestellten Anthologie The Best from Fantasy and Science Fiction an aus den Jahren 1954–1956 stammenden Stories aus dem Magazine of Fantasy and Science Fiction. - Band 5: 16 SF-Stories (1964). Deutscher Auswahlband aus den US-amerikanischen Bänden 7 (1958), 9 (1960) und 10 (1961) der von Anthony Boucher zusammengestellten Anthologie The Best from Fantasy and Science Fiction an aus den Jahren 1957–1960 stammenden Stories aus dem Magazine of Fantasy and Science Fiction. - Band 8: 8 Science Fiction-Stories (1964). Deutsche Übersetzung der von Martin Greenberg primär mit Stories aus Ausgaben von Astounding der 40er Jahre zusammengestellten Anthologie Journey to Infinity (1951), bei der es sich wiederum um den 3. Band der Anthologienreihe Adventures in Science Fiction handelte. - Band 9: 9 Science Fiction-Stories (1965). Deutscher Auswahlband an Stories aus Galaxy Science Fiction aus den Jahrgängen 1961, 1962 und 1964. Des Weiteren erschienen in der Reihe auch eine zweibändige Übersetzung der von Harlan Ellison zusammengestellten Anthologie Dangerous Visions (1967) unter dem Titel 15 Science Fiction-Stories (1970; Band 32 der Heyne-Anthologien) und 15 Science Fiction-Stories II (1970; Band 34 der Heyne-Anthologien), sowie eine vierbändige Reihe unter dem Titel Anthologie der berühmten SF-Autoren: - Band 17: 7 Science Fiction-Stories (1966; grünes Cover) - Band 20: 7 Science Fiction-Stories (1966; rotes Cover) - Band 23: 8 Science Fiction Stories (1967) - Band 30: 9 Science Fiction-Stories (1969) |
| Galaxy                                                             | 1965–1970              | 14 Bände. Deutsche Auswahlbände des 1950–1980 erschienenen US-amerikanischen Magazins Galaxy Science Fiction. Herausgeber war Walter Ernsting, ab Band 10 gemeinsam mit Thomas Schlück. |
| Internationale Science Fiction Stories, hrsg. von Wolfgang Jeschke | 1973–2001              | 45 Bände. Die ersten zwei Bände erschienen ursprünglich 1971 in der Reihe Science Fiction für Kenner im Lichtenberg Verlag, bevor sie ab 1973 bei Heyne im Taschenbuch neu aufgelegt wurden. Der geplante Band Nr. 46 war bereits mit dem Erscheinungstermin 2002 unter dem Titel Mord an der Zukunft angekündigt, erschien dann aber im Zuge der Verkäufe des Heyne Verlags an Springer und Random House nicht mehr. In Onlineverzeichnissen wie u. a. der ISFDB wird die Anzahl der Bände zumeist mit nur 35 Bänden angegeben, da die Reihe erst mit Band 11, Die Gebeine des Bertrand Russell (1984), ein eigenes Layout bekam, so dass die Bände 1–10 häufig für reine SF-Kurzgeschichtensammlungen ohne Anthologienzusammenhang gehalten werden. Der Heyne Verlag selbst listet in seinen drei, jeweils 1985, 1993 und 1998 erschienenen Verlagsverzeichnissen seiner SF- und Fantasyabteilung folgende Bände als die tatsächlichen Bände 1–10 der Reihe auf: - Band 1: Planetoidenfänger (1973, Heyne SF 3364) - Band 2: Die sechs Finger der Zeit (1975, Heyne SF 3442) - Band 3: Die große Uhr (1977, Heyne SF 3541) - Band 4: Im Grenzland der Sonne (1978, Heyne SF 3592) - Band 5: Spinnenmusik (1979, Heyne SF 3646) - Band 6: Der Tod des Dr. Island (1979, Heyne SF 3674) - Band 7: Eine Lokomotive für den Zaren (1980, Heyne SF 3725) - Band 8: Feinde des Systems (1981, Heyne SF 3805) - Band 9: Science Fiction Jubiläums Band: 25 Jahre Heyne Science Fiction & Fantasy 1960–1985: Das Lesebuch (1985, Heyne SF 4000) - Band 10: Aufbruch in die Galaxis (1980, Heyne SF 4001) |
| Science Fiction Story Reader                                       | 1974–1984              | 21 Bände. Die ersten 12 Bände wurden abwechselnd von Wolfgang Jeschke und Herbert W. Franke herausgegeben, wobei Jeschke die ungeraden Nummern, und Franke die geraden herausgab. Die letzten 9 nur noch von Jeschke. |
| Titan                                                              | 1976–1985              | 23 Bände. Bei Titan handelte es sich um eine deutsche Übersetzung verschiedener Kurzgeschichtensammlungen und -reihen. - Bei den Bänden 1–5 handelt es sich um die deutsche Übersetzung der Reihe Star Science Fiction (hrsg. von Frederik Pohl). - Bei den Bänden 6–16 um die deutsche Übersetzung der Reihe The Science Fiction Hall of Fame (hrsg. von Robert Silverberg und Ben Bova). - Beim Band 17 um einen selbständigen SF-Sammelband von Heyne. - Bei den Bänden 18–21 um eine deutsche Übersetzung der Reihe Galactic Empires (hrsg. Brian W. Aldiss). - Bei den Bänden 22–23 um die deutsche Übersetzung von Evil Earths (hrsg. von Aldiss). |
| Isaac Asimovs Science Fiction Magazin                              | 1978–2000              | 55 Bände. Deutsche Übersetzung des seit 1977 erscheinenden US-amerikanischen Isaac Asimov’s Science Fiction Magazine (ab November 1992 Asimov’s Science Fiction). Herausgeber waren Birgit Reß-Bohusch (1–14), und ab Band 15 Friedel Wahren. Auch die deutsche Version wechselte mehrfach den Namen: Ab Band 29 (1987) wurde der Genitiv-Apostroph des englischen Originals übernommen (Asimov’s), Magazin aber weiterhin in der deutschen Wortform beibehalten. Ab Band 47 (1996) lautete der Titel dann Asimovs Science Fiction. |
| Heyne Science Fiction Jahresband                                   | 1980–2000              | 21 Bände, hrsg. von Wolfgang Jeschke. Laut Angaben Jeschkes in Science Fiction Jubiläums Band: 25 Jahre Heyne Science Fiction & Fantasy 1960–1985: Das Lesebuch (1985) und der Vorworte in einigen der Jahresbände war die Reihe ursprünglich als Sammlung früher, klassischer SF-Stories in ein oder zwei Bänden geplant, entwickelte sich aber aufgrund des Verkaufserfolges rasch zu einer regelmäßigen Reihe mit aktuellen Stories. |
| Heyne Science Fiction Magazin                                      | 1981–1985              | 12 Bände, hrsg. von Wolfgang Jeschke. Jeder Band enthält gleichermaßen belletristische und journalistische Beiträge. |
| Bibliothek der Science Fiction Literatur                           | 1981–1993; 2000–2001   | 101 Bände. Die Reihe enthält in loser Folge vorwiegend Romane, aber auch insgesamt 9 Kurzgeschichtensammlungen, sowie 12 Bände der Kurzgeschichtenreihe Wege zur Science Fiction (1988–2001, Originaltitel: Roads to Science Fiction, hrsg. von James Gunn). Lief ursprünglich nur bis Band 99, erschienen im Jahr 1993. Die letzten beiden Bände 100 und 101 waren die beiden 2000 und 2001 erschienenen Abschlussbände 11 und 12 der Reihe Wege zur Science Fiction, die auch im US-amerikanischen Original als Nachzügler erschienen. |
| Die schönsten Science Fiction Stories des Jahres                   | 1983–1985              | 3 Bände. Deutsche Übersetzung der Bände 10–12 (1981–1983) der US-amerikanischen Reihe The Best Science Fiction of the Year (hrsg. von Terry Carr). |
| Isaac Asimov präsentiert                                           | 1983–1986              | 7 Bände. Bei den ersten beiden Bänden handelte es sich um eine deutsche Übersetzung zweier Bände einer von Asimov im US-amerikanischen Original im Verlag Beaufort Books herausgegebenen, nach Genre geordneten Reihe zur Belletristik des 19. Jahrhunderts, bei den Bänden 3, 4 und 6 um die deutsche Übersetzung einer im US-amerikanischen Original von Asimov im Bildungsverlag Houghton Mifflin ohne eigenen Reihentitel herausgegebenen Reihe mit Kurzgeschichten, die von extra angeschriebenen Autoren zu von Asimov pro Band vorgegebenen Themen geschrieben wurden, und bei den Bänden 5 und 7 um eine deutsche Übersetzung zweier Bände der Reihe Isaac Asimov’s Science Fiction Magazine Anthologies. Nicht zu verwechseln mit einer losen Reihe mit ähnlichem Titel bei Bastei-Lübbe, die nicht oder nur kaum SF enthielt. Da weder die drei Verlagskataloge von Heyne selbst noch derzeit (2019) die ISFDB sämtliche sieben Bände der deutschen Reihe im Zusammenhang der Reihe Isaac Asimov präsentiert erfassen, werden sie hier teils anhand von Belegen der ISFDB, teils von sf-hefte.de aufgeführt: - 1: Science Fiction Erzählungen des 19. Jahrhunderts (Heyne SF 4022) - 2: Fantasy Erzählungen des 19. Jahrhunderts (Heyne SF 4023) - 3: Der letzte Mensch auf Erden (Heyne SF 4074) - 4: Drachenwelten (Heyne SF 4159) - 5: Zukünfte – nah und fern (Heyne SF 4215) - 6: Spekulationen (Heyne SF 4274) - 7: Die Wunder der Welt (Heyne SF 4332) |
| Das Science Fiction Jahr                                           | Seit 1986              | Bisher 33 Bände. Jeder Band enthält gleichermaßen belletristische und journalistische Beiträge. |
| Top Science Fiction                                                | 1987–1990              | 3 Bände, hrsg. von Josh Pachter. Deutsche Übersetzungen von 1984 und 1986 (im Original in 2 Bänden) in den USA erschienenen Anthologien. Sie enthalten Kurzgeschichten von einer Reihe von Autoren, die sie selber als diejenigen, die ihnen am besten gefallen, ausgewählte haben. |
| Synergy                                                            | 1991–1993              | 4 Bände. Es handelt sich um die deutsche Übersetzung der ersten 4 von 5 gleichnamigen Original-Anthologien, die, herausgegeben von George Zebrowski, zwischen 1987 und 2004 in den USA erschienen. Enthielt den Untertitel Die Science Fiction der neunziger Jahre bzw. wurde mit diesem Slogan beworben. |
| Ikarus                                                             | 2001–2002              | 2 Bände, hrsg. von Wolfgang Jeschke. Letzte der bei Heyne erschienenen reinen SF-Kurzgeschichtenanthologien, die nur noch die Zweit- und Drittverwertung bereits zuvor bei Heyne erschienenen Materials enthielt. |
| Meisterwerke der Science Fiction                                   | Seit 2000              | 51 Bände. Von Lesern gewählte Romane. |

### Ullstein Verlag
| Titel                          | Erscheinungs- zeitraum | Anmerkungen |
| ------------------------------ | ---------------------- | --- |
| Science-Fiction-Stories        | 1970–1982              | 92 Bände. |
| Brennpunkt Zukunft             | 1980–1984              | 3 Bände. Die Bände 1 und 3 enthielten die zweiteilige Übersetzung der US-amerikanischen Kurzgeschichtensammlung Final Stage (1974; hrsg. von Barry N. Malzberg und Edward L. Ferman), beim 2. Band handelte es sich um eine eigenständige Zusammenstellung von Ullstein. |
| Kontinuum                      | 1985–1987              | 5 Bände. |
| Isaac Asimov's Weltraum-Frauen | 1986                   | Zweibändige Übersetzung der US-amerikanischen Anthologie Isaac Asimov's Space of Her Own. |
| Sternenschiffe                 | 1987                   | 2 Bände. Zweiteilige deutsche Übersetzung der Kurzgeschichtensammlung Star Ships (1983; hrsg. von Isaac Asimov). |

### S. Fischer Verlag
| Titel         | Erscheinungs- zeitraum | Anmerkungen |
| ------------- | ---------------------- | --- |
| Fischer Orbit | 1972–1974              | 41 Bände. Die Nummerierung geht bis 44, aber die Bände 24, 35 und 42 sind nicht erschienen. Enthielt auch die Kurzgeschichtenreihe Damon Knight's Collection (11 Bände) von Damon Knight, eine zweibändige Übersetzung der Kurzgeschichtensammlung 900 Großmütter (Nine Hundred Grandmothers, 1970) von R. A. Lafferty, sowie eine zweibändige Übersetzung der Sammlung Neue SF (The New S. F., 1969) von Langdon Jones. |

### Suhrkamp Verlag
| Titel                    | Erscheinungs- zeitraum | Anmerkungen |
| ------------------------ | ---------------------- | --- |
| Phantastische Bibliothek | 1976–2000              | 369 Bände. Die Reihe enthält in loser Folge Romane und Kurzgeschichtensammlungen. Sie wurde 2000 de facto eingestellt; seitdem sind nur noch sieben ältere Bände neu aufgelegt worden. Als Teil der Reihe erschienen auch Phaïcon (1974–1982, 5 Bände) und Polaris (1979–1986, 10 Bände). |

### Pabel Moewig Verlag
| Titel                                      | Erscheinungs- zeitraum | Anmerkungen |
| ------------------------------------------ | ---------------------- | --- |
| Utopia Classics                            | 1979–1986              | 87 Bände. Enthält in loser Folge Romane und Kurzgeschichtensammlungen als Zweitverwertungen aus diversen Heftreihen der Verlage Pabel und Moewig aus den 50er und 60er Jahre. |
| Kopernikus                                 | 1980–1988              | 15 Bände. |
| Science Fiction Almanach                   | 1980–1986              | 7 Bände. |
| Die besten Stories von... (Jahrgangsreihe) | 1980–1982              | 5 Bände. Von Isaac Asimov herausgegebene, historisch respektive Jahrgangsreihe für die besten Stories eines jeweiligen Jahrganges ab 1939. Nicht zu verwechseln mit der ähnlichen, ebenfalls von Asimov initiierten Reihe Die besten Stories von... (Autorenreihe), die ebenfalls bei Moewig erschien. Bei Moewig erschienen fünf deutsche Bände in Übersetzung, bevor die Reihe auf Deutsch bei anderen Verlagen und teils in anderer Form fortgeführt wurde, s. Hauptartikel: Die besten Stories von... (Jahrgangsreihe). |
| Analog                                     | 1981–1984              | 8 Bände. Enthielt in den frühen 80ern aktuelle Stories aus dem seit 1930 erscheinenden US-amerikanischen Magazin Analog, s. Astounding. |
| Nebula-Preisträger                         | 1981–1982              | 6 Bände an zwischen 1970–1975 mit dem Nebula Award ausgezeichneten SF-Stories. Anders als die US-Originalbände waren die deutschen Einzelbände jeweils nach einer darin enthaltenen Stories benannt, wiesen jedoch mit dem speziellen, stickerartigen Coveraufdruck "und andere »Nebula«-Preis-Stories" auf den Anthologienzusammenhang hin. (Zu deutschen Übersetzungen der Nebula-Preisträger 1966-1969 s. Wolfgang Jeschke#Nebula-Award-Preisträger.) Die einzelnen Bände entsprachen zwar direkt den Originalbänden, erschienen jedoch in einer anderen Reihenfolge. - Ein Junge und sein Hund (1981) - Der Bonsai-Mensch (1982) - Gute Nachrichten aus dem Vatikan (1981) - Das Treffen mit Medusa (1982) - Der Plan ist Liebe und Tod (1982) - Der Tag vor der Revolution (1982) |
| Chrysalis                                  | 1981–1982              | 7 von 10 Bänden der im Original 1977–1983 erschienenen US-amerikanischen Anthologie Chrysalis, hrsg. von Roy Torgeson. Die deutsche Version von Chrysalis enthielt keinen direkten Hinweis auf den Originaltitel oder Anthologienzusammenhang, bei den einzelnen deutschen Bänden handelte es sich aber um direkte Übersetzungen der Originalbände. Die deutschen Einzelbände waren lediglich nach einer der darin enthaltenen Einzelstories betitelt, und allenfalls der in dieser deutschen Ausgabe von Chrysalis durchgängig genutzte Untertitel (Und) x (andere) neue Stories von Spitzenautoren der Gegenwart verwies auf den Anthologienzusammenhang. Wie auch bei der deutschen Ausgabe der Nebula-Preisträger, die ebenfalls in der Reihe Playboy SF bei Moewig erschien, entsprachen die einzelnen Bände zwar direkt den Originalbänden, erschienen jedoch in einer anderen Reihenfolge. - Das Ungeheuer vom Sumpf (= Chysalis 1, 1982) - Nick Adams letzter Aufstieg (= Chysalis 2, 1981) - Die verdorbene Frau (= Chysalis 3, 1981) - Am Vorabend des St. Poleander-Tages (= Chysalis 4, 1981) - Die große Weihe (= Chysalis 5, 1981) - Versuch dich zu erinnern (= Chysalis 6, 1982) - Sonate für drei Elektroden (= Chysalis 7, 1982) |
| Science Fiction Jahrbuch                   | 1982–1986              | 5 Bände. Enthält nur äußerst vereinzelt belletristische Beiträge. |
| Sternenpost                                | 1983–1984              | 3 Bände. Dreibändige deutsche Übersetzung der von Isaac Asimov herausgegebenen Sammlung Star Mail (1980). |
| Science Fiction Preisträger                | 1985                   | 2 Bände. Deutsche Übersetzung der von George R. R. Martin herausgegebenen Reihe New Voices, die mit dem John W. Campbell Award for Best New Writer in Science Fiction ausgezeichnete Stories enthält. Sowohl das US-amerikanische Original als auch die deutsche Reihe wurden vorzeitig eingestellt. Während es New Voices auf fünf publizierte Bände und die Ankündigung eines dann aufgrund des Konkurses des Verlages Bluejay Books nicht mehr erschienenen 6. Bandes brachte, plante Pabel Moewig mindestens drei Bände, aufgrund der in den Jahren 1986/87 einsetzenden Krise auf dem deutschen SF-Markt erschienen letztlich aber nur die ersten zwei Bände. |
| Highlights                                 | 1986                   | 10 Bände. Nicht alle Bände bestehen aus Kurzgeschichtensammlungen. Nicht zu verwechseln mit dem ähnlichen Band Highlights (1985) der ebenfalls bei Moewig erschienenen Reihe Playboy Science Fiction. |

### Bastei-Lübbe
| Titel                   | Erscheinungs- zeitraum | Anmerkungen |
| ----------------------- | ---------------------- | --- |
| Quasar                  | 1979–1983              | 3 Bände. |
| Abenteuer Weltraum      | 1981–1984              | 2 Bände. |
| World's Best SF         | 1982–1990              | 10 Bände. Deutsche Übersetzung der letzten 10 Bände der seit 1965 erscheinenden jährlichen Anthologie World's Best SF von Donald A. Wollheim, aus dem während der 70er schon wiederholt Auszüge in Ullsteins Reihe Science-Fiction-Stories (s. o.) erschienen waren. Die deutsche Reihe wechselte mehrfach den Titel. Der erste Band hieß World's Best SF 1982, die Bände 2–7 hießen World's Best SF [Bandnummer], ab Band 8 erhielt die Reihe den (oberhalb des eigentlichen Titels gedruckten) Untertitel Die besten Stories der amerikanischen Science Fiction. |
| Phantastische Literatur | 1982–1986              | 4 Bände. |

### dtv
| Titel           | Erscheinungs- zeitraum | Anmerkungen |
| --------------- | ---------------------- | --- |
| dtv phantastica | 1979–1983              | 36 Bände, darunter fünf Anthologien SF- und phantastischer Erzählungen aus der BRD, der DDR, der Sowjetunion und Osteuropa. |

### Goldmann Verlag
| Titel                                                              | Erscheinungs- zeitraum | Anmerkungen |
| ------------------------------------------------------------------ | ---------------------- | --- |
| SF international                                                   | 1980–1982              | 3 Bände, herausgegeben von Herbert W. Franke. |
| Sternenanthologien alias Science Fiction Stories Deutscher Autoren | 1980–1985              | 10 Bände, herausgegeben von Thomas Le Blanc. Jeder Band war alphabetisch nach einem Himmelskörper benannt: - Antares (1980) - Beteigeuze (1981) - Canopus (1981) - Deneb (1982) - Eros (1982) - Fomalhaut (1983) - Ganymed (1983) - Halley (1984) - Io (1985) - Jupiter (1985) |
| SF aus...                                                          | 1982–1983              | 3 Bände mit wechselnden Herausgebern. Kleine Nachfolgereihe von SF International: - SF aus Japan (1982) - SF aus Australien (1982) - SF aus Rumänien (1983) |
| Das Beste aus OMNI                                                 | 1983                   | 3 Bände, herausgegeben von Ben Bova. Auswahlbände aus dem US-amerikanischen Magazin Omni. |

### Nova
| Titel | Erscheinungs- zeitraum | Anmerkungen |
| ----- | ---------------------- | --- |
| Nova  | Seit 2001              | Bisher 27 Bände. Hat bisher oft den Verlag gewechselt. Wurde u. a. von Ronald M. Hahn mitbegründet, dem letzten Herausgeber des ein Jahr zuvor eingestellten deutschen Magazine of Fantasy & Science Fiction (s. o.). |

### Wurdack-Verlag
| Titel    | Erscheinungs- zeitraum | Anmerkungen |
| -------- | ---------------------- | --- |
| SF-Reihe | 2004–2011              | 9 Bände. Herausgegeben von Armin Rößler, Heidrun Jänchen und D. W. Schmitt erschienen neben den Romanen auch neun Bände mit Kurzgeschichten und Erzählungen deutschsprachiger Autoren in Erstveröffentlichung. |

## Deutsche Demokratische Republik

### Das Neue Berlin
| Titel     | Erscheinungs- zeitraum | Anmerkungen                                                            |
| --------- | ---------------------- | ---------------------------------------------------------------------- |
| SF Utopia | 1980–1990              | 44 Bände. Enthält in loser Folge Romane und Kurzgeschichtensammlungen. |